# Théorème de Fenchel

Un cercle de rayon r a une courbure moyenne 1/r = 2π/P, où P=2πr est le périmètre.

En géométrie différentielle, le théorème de Fenchel stipule que la courbure moyenne de toute courbe convexe fermée dans le plan euclidien est égale à {\displaystyle 2\pi /L}, où {\displaystyle L} est la longueur de la courbe. Il porte le nom de Werner Fenchel, qui l'a publié en 1929. Plus généralement, pour une courbe fermée arbitraire de l'espace, la courbure moyenne est {\displaystyle \geq 2\pi /L} avec égalité uniquement pour les courbes planes convexes.